# Zenillia umbrosa
Zenillia umbrosa là một loài ruồi trong họ Tachinidae.